# 에어 프랑스의 운항 노선
에어 프랑스는 다음과 같은 노선을 운항하고 있다.

참고: *은 화물과 여객기 모두 운항.

## 운항 노선

### 아시아

#### 동아시아
- 대한민국
  - 서울 – 인천국제공항 *
- 중화인민공화국
  - 베이징 – 베이징 서우두 국제공항
  - 상하이 – 상하이 푸둥 국제공항 *
  - 우한 – 우한 톈허 국제공항
- 홍콩
  - 홍콩 - 홍콩 첵랍콕 국제공항 *
- 대만
  - 타이베이 - 타이완 타오위안 국제공항
- 일본
  - 도쿄
    - 하네다 국제공항
    - 나리타 국제공항 *

  - 오사카 – 간사이 국제공항

#### 동남아시아
- 베트남
  - 하노이 – 노이바이 국제공항 화물
  - 호치민 – 떤선녓 국제공항
- 싱가포르
  - 싱가포르 - 싱가포르 창이 국제공항
- 태국
  - 방콕 – 수완나품 국제공항

#### 남아시아
- 몰디브
  - 말레 - 말레 국제공항
- 인도
  - 델리 – 인디라 간디 국제공항
  - 뭄바이 - 차트라파티 시바지 국제공항
  - 벵갈루루 – 벵갈루루 국제공항

#### 서남아시아
- 레바논
  - 베이루트 – 베이루트 라픽 국제공항
- 바레인
  - 마나마 – 바레인 국제공항 화물
- 사우디아라비아
  - 리야드 – 킹 칼리드 국제공항 '화물
  - 담맘 – 킹 파드 국제공항 화물
- 아랍에미리트
  - 두바이 – 두바이 국제공항 *
- 요르단
  - 암만 – 퀸 알리아 국제공항
- 이스라엘
  - 텔아비브 – 벤구리온 국제공항
- 쿠웨이트
  - 쿠웨이트 시티 – 쿠웨이트 국제공항 화물

#### 중앙아시아
- 아르메니아
  - 예레반 – 츠바르트노츠 국제공항
- 조지아
  - 트빌리시 – 트빌리시 국제공항

### 아프리카

#### 서아프리카
- 가나
  - 아크라 – 코토카 국제공항
- 기니
  - 코나크리 – 기비시아 공항
- 나이지리아
  - 라고스 – 무르탈라 모하메드 국제공항
  - 아부자 – 은남디 아지키웨 국제공항
  - 포트하커트 – 포트하커트 국제공항 *
- 니제르
  - 니아메 – 하마니 디오리 국제공항 *
- 말리
  - 바마코 – 바마코 세너우 국제공항 *
- 베냉
  - 코토누 – 카제훈 공항
- 부르키나파소
  - 와가두구 – 와가두구 공항 *
- 세네갈
  - 다카르
    - 레오폴 세다르 상고르 국제공항 화물
    - 블레즈 디아뉴 국제공항
- 시에라리온
  - 프리타운 – 룽기 국제공항
- 토고
  - 로메 – 토킨 공항
- 코트디부아르
  - 아비장 – 포트 바우트 공항

#### 중앙아프리카
- 가봉
  - 리브르빌 – 리브르빌 국제공항
- 앙골라
  - 루안다 – 루안다 콰트루 드 페베레이루 공항
- 중앙아프리카 공화국
  - 방기 – 방기 음포코 국제공항 *
- 적도 기니
  - 말라보 – 말라보 국제공항
- 차드
  - 은자메나 – 은자메나 공항 *
- 카메룬
  - 두알라 – 두알라 국제공항 *
  - 야운데 – 니스마린 공항
- 콩고 공화국
  - 브라자빌 – 마야 마야 공항 *
  - 푸앵트누아르 – 푸앵트누아르 공항 *
- 콩고 민주 공화국
  - 킨샤사 – 은지리 공항

#### 남아프리카
- 남아프리카 공화국
  - 케이프타운 - 케이프타운 국제공항
  - 요하네스버그 – OR 탐보 국제공항

#### 동아프리카
- 마다가스카르
  - 안타나나리보 – 이바토 공항 *
- 모리셔스
  - 포트루이스 – 시우 사구르 람룰람경 국제공항
- 지부티
  - 지부티 – 지부티 암불리 국제공항 *
- 케냐
  - 나이로비 – 조모 케냐타 국제공항 *
- 프랑스령 레위니옹
  - 생드니 – 롤랑 가로 공항 *

#### 북아프리카
- 모로코
  - 카사블랑카 – 모하메드 V 국제공항 *
  - 라바트 – 라바트 살레 공항
  - 마라케시 – 마라케시 메나라 공항
- 모리타니
  - 누악쇼트 – 누악쇼트 공항 *
- 알제리
  - 알제 – 우아리 부메디엔 공항 *
- 이집트
  - 카이로 – 카이로 국제공항 *
- 튀니지
  - 튀니스 – 튀니스 카르타고 국제공항

### 유럽

#### 서유럽
- 영국
  - 런던
    - 런던 히드로 국제공항
    - 런던 루턴 공항 - 화물

  - 맨체스터 – 맨체스터 공항
  - 버밍엄 – 버밍엄 공항
  - 애든버러 – 애든버러 공항
  - 애버딘 – 애버딘 공항
  - 프레스트윅 – 프레스트윅 공항 화물
- 아일랜드
  - 더블린 – 더블린 공항 *
- 프랑스
  - 파리
    - 파리 샤를 드 골 국제공항 글로벌 허브
    - 파리 오를리 공항 허브

  - 낭트 – 낭트 아틀랑티크 공항
  - 니스 – 니스 코트다쥐르 공항 포커스 시티
  - 렌 – 렌 세인트 자크 공항
  - 로데스 – 로데스 마르시악 공항
  - 로리앙 – 로리앙 사우스 브리타니 공항
  - 릴 – 릴 공항
  - 리모주 – 리모주 벨리가드 공항
  - 리옹 – 생텍쥐페리 국제공항 레지오날 허브
  - 마르세유 – 마르세유 프로방스 공항
  - 메스 – 메스 낸시 로렌 공항
  - 몽펠리에 – 몽펠리에 메디테라네 공항
  - 뮐루즈 – 바젤 뮐루즈 프라이부르크 공항
  - 바스티아 – 바스티아 포리티아 공항
  - 보르도 – 보르도 메리냑 공항
  - 브레스트 – 브레스트 브르타뉴 공항
  - 비아리츠 – 비아리츠 파르마 공항
  - 스트라스부르 – 스트라스부르 공항
  - 아작시오 – 캄포 델리 오리오 공항
  - 카르비 – 세인트 카타리나 공항
  - 캉 – 캉 카르피케 공항
  - 켕페르 – 켕페르 코르누아이 공항
  - 클레르몽페랑 – 오베르뉴 공항
  - 타르브 – 타르브 루르드 파레네 공항
  - 툴루즈 – 툴루즈 블라냑 공항
  - 툴롱 – 툴롱 예르 공항
  - 페르피냥 – 페르피냥 리브쟐트 공항
  - 포 – 포 피레네 공항
  - 피가리 – 꼬르스 남부 공항
- 독일
  - 베를린 - 베를린 테겔 국제공항
  - 뒤셀도르프 – 뒤셀도르프 국제공항
  - 뮌헨 – 뮌헨 국제공항
  - 프랑크푸르트 – 프랑크푸르트 국제공항
  - 뉘른베르크 – 뉘른베르크 공항
  - 브레멘 – 브레멘 공항
  - 슈투트가르트 – 슈투트가르트 공항
  - 쾰른 – 쾰른 본 공항
  - 하노버 – 하노버 란겐한겐 공항
  - 함부르크 – 풀스뷰텔 공항
- 아일랜드
  - 더블린 – 더블린 국제공항
  - 코크 - 코크 공항 계절편
- 네덜란드
  - 암스테르담 – 암스테르담 스키폴 국제공항
  - 에인트호번 – 에인트호번 공항
- 벨기에
  - 브뤼셀 – 브뤼셀 국제공항

#### 중유럽
- 스위스
  - 제네바 – 제네바 국제공항
  - 취리히 – 취리히 국제공항
  - 베른 – 베른 공항
- 오스트리아
  - 빈 – 빈 국제공항

#### 남유럽
- 그리스
  - 아테네 – 아테네 국제공항
- 세르비아
  - 베오그라드 – 베오그라드 니콜라 테슬라 국제공항
- 스페인
  - 마드리드 – 마드리드 바하라스 국제공항
  - 말라가 – 말라가 공항
  - 바르셀로나 - 바르셀로나 엘프라트 국제공항
  - 빌바오 – 빌바오 공항
  - 사라고사 – 사라고사 공항 화물
  - 세비야 – 세비야 공항(2020년 6월 1일 신규취항)
  - 이비자 – 이비자 공항
- 이탈리아
  - 로마 – 레오나르도 다 빈치 국제공항
  - 밀라노
    - 밀라노 리나테 공항
    - 밀라노 말펜사 국제공항

  - 나폴리 – 나폴리 국제공항
  - 베니스 – 베니스 마르코 폴로 국제공항
  - 볼로냐 – 볼로냐 굴리엘모 마르코니 국제공항
  - 바리 – 제노바 카롤 보이티와 공항
  - 제노바 – 제노바 크리스토포로 콜롬보 공항
  - 카타니아 - 카타니아 폰타나로사 공항
  - 칼리아리 – 칼리아리 엘마스 공항 계절편
  - 투린 – 카셀레 공항
  - 플로렌스 – 페레톨라 공항
- 튀르키예
  - 이스탄불 – 이스탄불 아르나부코이 국제공항 *
- 포르투갈
  - 리스본 – 리스본 포르텔라 국제공항
  - 포르투 - 포르투 공항 *

#### 동유럽
- 러시아
  - 모스크바 – 셰레메티예보 국제공항
  - 상트페테르부르크 – 풀코보 국제공항
- 루마니아
  - 부쿠레슈티 – 헨리 코안더 국제공항
- 불가리아
  - 소피아 – 소피아 공항 계절편
- 슬로베니아
  - 류블라나 – 류블라나 요제 푸치크 국제공항
- 우크라이나
  - 키예프 – 보리스필 국제공항
- 체코
  - 프라하 – 프라하 바츨라프 하벨 국제공항
- 크로아티아
  - 자그레브 – 자그레브 국제공항
  - 두브로브니크 – 두브로브니크 공항 계절편
  - 스플리트 – 스플리트 공항 계절편
- 폴란드
  - 바르샤바 – 바르샤바 프레드릭 쇼팽 국제공항
  - 브로츠와프 - 브로츠와프 코페르니쿠스 국제공항 계절편
  - 크라쿠프 - 크라쿠프 발리체 국제공항 계절편
- 헝가리
  - 부다페스트 – 부다페스트 페리 헤지 국제공항

#### 북유럽
- 노르웨이
  - 오슬로 – 오슬로 가르데르모엔 국제공항
- 덴마크
  - 코펜하겐 – 코펜하겐 카스트럽 국제공항
- 스웨덴
  - 스톡홀름 – 스톡홀름 알란다 국제공항
  - 예테보리 – 예테보리 란테보리 공항
  - 린쇠핑 - 린쇠핑 공항

### 아메리카

#### 북아메리카
- 미국
  - 워싱턴 D.C. – 워싱턴 덜레스 국제공항
  - 뉴욕 – 뉴욕 존 F. 케네디 국제공항 *
  - 댈러스 – 댈러스 포트워스 국제공항
  - 디트로이트 – 디트로이트 메트로폴리탄 웨인 카운티 국제공항
  - 로스앤젤레스 – 로스앤젤레스 국제공항
  - 마이애미 – 마이애미 국제공항
  - 미니애폴리스 - 미니애폴리스 세인트폴 국제공항 계절편
  - 보스턴 – 보스턴 로건 국제공항 *
  - 샌프란시스코 – 샌프란시스코 국제공항
  - 시애틀 - 시애틀 타코마 국제공항
  - 시카고 – 시카고 오헤어 국제공항 계절편
  - 애틀랜타 – 하츠필드 잭슨 애틀랜타 국제공항
  - 휴스턴 – 조지 부시 인터콘티넨털 공항 *
- 캐나다
  - 몬트리올 – 몬트리올 피에르 엘리오트 트뤼도 국제공항
  - 토론토 – 토론토 피어슨 국제공항
  - 밴쿠버 - 밴쿠버 국제공항
- 멕시코
  - 멕시코시티 – 멕시코시티 국제공항 *
  - 과달라하라 – 미겔 이달고 이 코스티야 국제공항 - 화물
  - 캉쿤 - 캉쿤 국제공항 계절편[1]

#### 중앙아메리카
- 코스타리카
  - 산호세 - 후안 산타마리아 국제공항
- 파나마
  - 파나마시티 – 토쿠멘 국제공항

#### 남아메리카
- 브라질
  - 포르탈레자 – 핀투 마르친스 - - 포르탈레자 국제공항
  - 리우데자네이루 – 리우데자네이루 갈레앙 국제공항
  - 상파울루 - 상파울루 구아룰류스 국제공항
- 베네수엘라
  - 카라카스 – 시몬 볼리바르 국제공항
- 아르헨티나
  - 부에노스 아이레스 – 미니스토로 피스타리니 국제공항
- 에콰도르
  - 키토 – 마리스칼 수크레 국제공항
- 칠레
  - 산티아고 – 코모도로 아르투로 메리노 베니테스 국제공항
- 콜롬비아
  - 보고타 – 엘도라도 국제공항
- 페루
  - 리마 – 호르헤차베스 국제공항
- 프랑스령 기아나
  - 카옌 – 카옌로 샹부 공항

#### 카리브해
- 네덜란드령 신트마르턴
  - 세인트 마틴 – 프린세스 줄리아나 국제공항
- 도미니카 공화국
  - 산토도밍고 – 라스 아메리카 국제공항
  - 푼타카나 – 푼타카나 국제공항
- 아이티
  - 포르토프랭스 – 투생 루베르튀르 국제공항
- 쿠바
  - 아바나 – 호세 마르티 국제공항
- 프랑스령 과들루프섬
  - 푸앵타피트르 – 푸앵타피트르 국제공항
- 프랑스령 마르티니크섬
  - 포르드프랑스 – 마르티니크 에이메 세제르 국제공항

### 오세아니아
- 프랑스령 폴리네시아
  - 파페에테 - 파 국제공항

## 단항 노선

### 아시아

#### 동아시아
- 중화인민공화국
  - 광저우 – 광저우 바이윈 국제공항
- 홍콩
  - 홍콩 - 홍콩 카이탁 국제공항
- 일본
  - 나고야 - 나고야 코마키 공항
  - 후쿠오카 - 후쿠오카 공항

#### 동남아시아
- 말레이시아
  - 쿠알라룸푸르 - 쿠알라룸푸르 국제공항
- 미얀마
  - 양곤 - 양곤 국제공항
  - 시트웨 - 시트웨 공항
- 베트남
  - 하노이 - 노이바이 국제공항
- 인도네시아
  - 자카르타 - 수카르노 하타 국제공항
  - 덴파사르 - 응우라라이 국제공항
- 캄보디아
  - 프놈펜 - 프놈펜 국제공항
- 태국
  - 방콕 - 돈므앙 국제공항
- 필리핀
  - 마닐라 - 니노이 아키노 국제공항

#### 남아시아
- 방글라데시
  - 다카 - 샤잘랄 국제공항 - 화물편 노선
- 스리랑카
  - 콜롬보 - 반다라나이케 국제공항
- 인도
  - 첸나이 - 첸나이 국제공항

#### 서남아시아
- 바레인
  - 마나마 - 바레인 국제공항
- 사우디아라비아
  - 제다 - 킹 압둘아지즈 국제공항
- 시리아
  - 다마스쿠스 - 다마스쿠스 국제공항
- 아랍에미리트
  - 샤르자 - 샤르자 국제공항
- 오만
  - 무스카트 - 무스카트 국제공항
- 예멘
  - 아덴 - 아덴 국제공항
  - 사나 - 사나 국제공항
- 이라크
  - 바그다드 - 바그다드 국제공항
- 이란
  - 테헤란 - 테헤란 이맘 호메이니 국제공항
- 카타르
  - 도하 - 도하 국제공항
- 파키스탄
  - 카라치 - 진나 국제공항

#### 중앙아시아
- 아제르바이잔
  - 바쿠 - 헤이다르 알리예프 국제공항 화물
- 우즈베키스탄
  - 타슈겐트 - 타슈켄트 국제공항

### 아프리카

#### 서아프리카
- 라이베리아
  - 몬로비아 – 로버츠 국제공항
- 르완다
  - 키갈리 - 키갈리 국제공항
- 우간다
  - 엔테베 - 엔테베 국제공항
- 적도 기니
  - 바타 - 바타 공항

#### 남아프리카
- 말라위
  - 릴롱궤 - 릴롱궤 국제공항
- 보츠와나
  - 가보로네 - 세레체카마경 국제공항
- 짐바브웨
  - 하라레 - 하라레 국제공항

#### 동아프리카
- 마다가스카르
  - 마중가 - 암보로비 공항
- 부룬디
  - 부줌부라 - 부줌부라 국제공항
- 세이셸
  - 마헤 - 마헤 국제공항
- 수단
  - 하르툼 - 하르툼 국제공항
- 코모로
  - 모로니 - 프린스 사이드 이브라힘 국제공항
- 탄자니아
  - 다르에스살람 - 줄리어스 니에레레 국제공항
  - 아루샤 - 킬리만자로 국제공항
- 프랑스령 마요트
  - 자우지 - 자우지 파만지 국제공항

#### 북아프리카
- 모로코
  - 와르자자트 - 와르자자트 공항
  - 우지다 - 우지다 공항
  - 페스 - 페스 사이스 공항
- 튀니지
  - 제르바섬 - 제르바 자르지스 국제공항
  - 스팍스 - 스팍스 티나 국제공항

### 유럽

#### 서유럽
- 영국
  - 런던 - 런던 시티 공항
  - 건지 - 건지 공항
  - 글래스고 - 글래스고 공항 화물
  - 뉴캐슬 – 뉴캐슬 공항
  - 브리스톨 – 브리스톨 공항
  - 사우스햄프턴 - 사우스햄프턴 공항
- 프랑스
  - 도빌 - 도빌 노르망디 공항
  - 라니 - 라니 공항
  - 라 로셸 - 라 로셸 공항
  - 로데스 - 로데스 아베롱 공항
  - 리모 - 리모 공항
  - 안시 - 안시 오트사부아 몽블랑 공항
- 독일
  - 드레스덴 - 드레스덴 공항
  - 라이프치히 - 라이프치히 할레 공항
- 아일랜드
  - 섀넌 - 섀넌 공항

#### 중유럽
- 오스트리아
  - 린츠 - 린츠 공항
  - 인스부르크 - 인스부르크 공항

#### 남유럽
- 그리스
  - 코르푸 - 코르푸 국제공항
- 스페인
  - 비고 - 비고 페나도르 공항
  - 오비에도 - 아스투리아스 공항
- 이탈리아
  - 베로나 - 베로나 빌라프란카 공항
  - 팔레르모 - 팔코네 보르셀리노 공항
  - 피사 - 피사 갈릴레오 갈릴레이 국제공항
- 키프로스
  - 라르나카 - 라르나카 국제공항
- 튀르키예
  - 이스탄불 – 이스탄불 아타튀르크 국제공항

#### 북유럽
- 노르웨이
  - 스타방에르 - 스타방에르 공항
- 핀란드
  - 헬싱키 - 헬싱키 반타 국제공항

### 아메리카

#### 북아메리카
- 미국
  - 뉴어크 - 뉴어크 리버티 국제공항
  - 신시내티 - 신시내티 노던 켄터키 국제공항
  - 앵커리지 - 테드 스티븐스 앵커리지 국제공항
  - 올랜도 - 올랜도 국제공항
  - 필라델피아 - 필라데피아 국제공항
- 멕시코
  - 과달라하라 - 미겔 이달고 이 코스티야 국제공항 - 화물편 노선

#### 남아메리카
- 브라질
  - 브라질리아 - 브라질리아 국제공항
  - 마나우스 - 에두아르도 고메즈 국제공항
  - 캄피나스 - 비라코푸스 캄피나스 국제공항
  - 헤시피 - 헤시페 길베르토 프레예 국제공항
- 우루과이
  - 몬테비데오 – 카라사코 국제공항
- 칠레
  - 이스터섬 - 마타베리 국제공항

#### 카리브해
- 세인트루시아
  - 캐스트리스 - 조지 F. L. 찰스 국제공항
- 푸에르토리코
  - 산후안 - 루이스 무뇨스 마린 국제공항

### 오세아니아

#### 오스트랄라시아
- 오스트레일리아
  - 시드니 - 시드니 킹스포드 스미스 국제공항
  - 다윈 - 다윈 국제공항
  - 브리즈번 - 브리즈번 공항
- 뉴질랜드
  - 오클랜드 - 오클랜드 국제공항

#### 멜라네시아
- 누벨칼레도니
  - 누메아 - 누메아 라 톤투타 국제공항

## 같이 보기
- 에어 프랑스-KLM
- KLM의 운항 노선